# Klimamodell
Ein Klimamodell ist ein Computermodell zur Berechnung und Projektion des Klimas für einen bestimmten Zeitabschnitt. Das Modell basiert in der Regel auf einem Meteorologiemodell, wie es auch zur numerischen Wettervorhersage verwendet wird. Dieses Modell wird jedoch für die Klimamodellierung erweitert, um alle Erhaltungsgrößen korrekt abzubilden. In der Regel wird dabei ein Ozeanmodell, ein Schnee- und Eismodell für die Kryosphäre und ein Vegetationsmodell für die Biosphäre angekoppelt.
Mathematisch entsteht dadurch ein gekoppeltes System von nicht-linearen, partiellen und gewöhnlichen Differentialgleichungen sowie einigen algebraischen Gleichungen. Die numerische Berechnung dieses Gleichungssystems erfordert eine sehr große Rechenleistung, wie sie von Supercomputern wie dem Earth Simulator bereitgestellt wird.
Es werden globale Klimamodelle (sogenannte GCMs, general circulation models) und regionale Klimamodelle unterschieden. Der Hauptunterschied liegt zum einen darin, dass ein globales Klimamodell die gesamte Troposphäre beinhaltet, während ein regionales Modell in der Regel die gleiche Modellphysik abbildet, dies allerdings nur auf einen bestimmten geographischen Ausschnitt der Erde anwendet.

## Allgemeines
Klimamodelle stellen die komplexesten und rechenaufwendigsten Computermodelle dar, welche bisher entwickelt wurden.
Die „Hochrechnungen“ der Klimamodelle sind naturgemäß unsicherer als die der Wettermodelle, da hier wesentlich größere Zeiträume in Betracht gezogen und eine große Zahl zusätzlicher Parameter berücksichtigt werden müssen. Aus diesem Grunde spricht man bei diesen Einzelmodellen auch von Klimaszenarien und nicht von Klimavorhersagen. Eine Wettervorhersage beruht auf Datenmaterial, welches es ermöglicht, innerhalb einer Zeitspanne von derzeit bis zu einer Woche, die Entwicklung der chaotischen Dynamik innerhalb der Erdatmosphäre mit einer hohen Wahrscheinlichkeit vorherzusagen. Die Unsicherheit der Hochrechnung steigt dabei jedoch exponentiell mit dem hochgerechneten Zeitraum an und ist selbst unter anderem von der Wetterlage abhängig. Zwar spielen auch bei Wettermodellen die Erfahrung und die Einschätzung der Anwender in Form einer Kontrollinstanz zwischen dem reinen Computermodell und der letztendlichen Voraussage eine entscheidende Rolle, jedoch ist der Charakter eines Klimamodells hiervon trotzdem grundsätzlich verschieden.

Beispiel modellierter und gemessener globaler Durchschnittstemperaturen zwischen 1900 und 2000

Klimamodelle dienen dem Auffinden möglicher Trends in der Entwicklung des Klimas und der Gewichtung einzelner Klimafaktoren. Sie beruhen auf einer Vielzahl von Annahmen und Methoden, beispielsweise zur Entwicklung der zukünftigen Treibhausgasemissionen und Rückkopplungsmechanismen. Zudem beruhen Klimamodelle im Gegensatz zu den Wettermodellen nicht auf einer feststehenden Dynamik und sind deswegen nicht durch deren chaotischen Charakter und die Begrenzung der Rechenleistung eingeschränkt. Einige Rückkopplungen, vor allem in Verbindung mit den Kippelementen im Erdsystem, sind noch ungenügend erforscht und können auch unter Einbeziehung der Klimageschichte nicht ausreichend rekonstruiert werden.
Die Modellbildung, einschließlich geeigneter Parameterwerte, ist Gegenstand fortlaufender wissenschaftlicher Arbeit.

## Rolle von Klimamodellen bei der Simulation von Verlauf und Folgen der globalen Erwärmung
Um zu prüfen, ob die Parameter, mit denen Klimamodelle durchgerechnet werden, korrekt sind, werden sie getestet, ob sie das gegenwärtige, aber auch das Klima während der Eiszeiten korrekt simulieren können. Im Rahmen solcher Simulationen werden über 1000 Modelle durchgerechnet, wobei Eingangsparameter innerhalb ihrer angenommenen Fehlerbreite variiert werden. Modelle, die den Temperaturverlauf im betrachteten Zeitraum nicht korrekt wiedergeben (>90 %), werden aussortiert.
Obwohl sich seit den 1980er Jahren das Wissen zur Paläoklimatologie drastisch erweitert hat, ist die Datenlage zur Klimageschichte bis heute unvollständig; aufgrund der Geschwindigkeit wie auch der Höhe der künftig erwarteten globalen Erwärmung wird man wahrscheinlich „Neuland“ mit teilweise unvorhergesehenen Folgen betreten.
Die für die Modellierung notwendigen Voraussetzungen sind daher nur teilweise bekannt und müssen in der Regel mehr oder weniger willkürlich festgelegt werden, wobei man ein Set dieser Festlegungen und die hierauf basierende Modellierung als Klimaszenario bezeichnet. Der Unterschied zwischen einer Klimaprognose und einem Klimaszenario ist, dass man für ersteres eine Vielzahl verschiedener Szenarien modelliert, einerseits mit anderen Modellen und andererseits mit anderen Vorwegannahmen. Eine Klimaprognose basiert auf der Auswertung verschiedener Modellierungsversuche und ist auch aufgrund der schwierigen Vergleichbarkeit zwischen diesen nur sehr schwer und mit enormem Aufwand zu erstellen. Da die einzelnen Szenarien unterschiedliche Endresultate aufweisen, kann auch eine darauf basierende Klimaprognose nur eine Spannweite von Möglichkeiten aufzeigen. Im Falle der globalen Erwärmung entspricht diese Spannweite einer möglichen Erwärmung der durchschnittlichen, globalen und bodennahen Lufttemperatur von 1,1 bis 6,4 °C bis zum Jahr 2100 (IPCC 2007). Ähnliche Schwankungsbereiche zeigen sich jedoch bei nahezu allen aus Klimamodellen abgeleiteten Hochrechnungen.

## Globale Klimamodelle – GCM (General Circulation Model)
Ein globales Klimamodell beschreibt die wichtigsten klimarelevanten physikalischen Vorgänge in der Erdatmosphäre, den Ozeanen und auf der Erdoberfläche. Die Prozesse sind dabei aber sehr vereinfacht abgebildet. Vor allem die Prozesse in der Biosphäre werden im Augenblick noch als Größen und Parameter vorgegeben. Diese Größen sind aber Systemgrößen und sollten sich während der Simulation dem globalen Wandel anpassen können, um realistische Projektionen auf die Zukunft abgeben zu können. Solche Rückkopplungsprozesse von gekoppelten Systemen sind im Augenblick die große Herausforderung in der Modellierung.
Die Modelle sind so umfangreich, dass sie nur in sehr grober Auflösung (mehrere hundert Kilometer Gitterweite) betrieben werden können. Das erste GCM wurde im Jahr 1967 von Syukuro Manabe und Richard Wetherald erstellt.
Beispiele globaler Klimamodelle sind:
- HadCM3 (Hadley coupled model, version 3): Dieses Klimamodell wurde, neben einigen anderen, für den dritten (TAR) und vierten (AR4) Sachstandsbericht des IPCC verwendet[14][15]

- HadGEM1 (Hadley global environment model 1): Weiterentwicklung des HadCM3 Klimamodells. Es wurde die Repräsentation des Einflusses von Wolken und Seeeis verbessert; ebenso verbessert wurde die Abbildung folgender Parameter: Wasserhaushalt, Atmosphärenchemie und die Effekte von Aerosolen. Die Repräsentation der Einflüsse des El Nino, des Monsuns sowie pazifischer Oberflächentemperaturen haben sich jedoch verschlechtert und sind Gegenstand laufender Forschungsarbeit, wobei bereits Fortschritte zu verzeichnen sind.[16]

## Regionale Klimamodelle
Regionale Klimamodelle betrachten lediglich einen Ausschnitt der Atmosphäre und benötigen deshalb geeignete Randbedingungen an den Rändern des Simulationsgebietes. Diese Randbedingungen stammen aus Simulationen der globalen Klimamodelle. Man spricht deshalb davon, dass ein regionales Klimamodell durch ein globales Klimamodell angetrieben wird. Dies wird als „Nesting“ oder „dynamic downscaling“ bezeichnet und beschreibt das Einbetten eines regionalen Modells mit einer hohen räumlichen Auflösung in ein globales Klimamodell mit einer geringen räumlichen Auflösung. Die Abstände der Gitternetzpunkte bei einem globalen Klimamodell sind in der Regel recht groß und liegen zwischen 150 und 500 km. Regionale Modelle hingegen verfügen über eine sehr feine Auflösung. Die Gitternetzpunkte befinden sich hierbei in einem Abstand von zum Teil nur noch 1 km. Durch die Zunahme der Rechenkapazität moderner Supercomputer kann die räumliche Auflösung der Modelle ständig verbessert werden.
Beispiele regionaler Modelle sind:
- ALADIN-Climate (Standardmodell Météo-France, ZAMG u. a.)
- ARPEGE-Climate modell
- COSMO-CLM (kurz CCLM), abgeleitet aus dem lokalen Vorhersagemodell des Deutschen Wetterdiensts; weiterentwickelt durch eine Gemeinschaft aus Forschungsinstituten und Universitäten
- MM5 (Mesoscale Meteorology Model 5; NCAR/NOAA USA)
- RegCM (ICTP Triest)
- REMO (Max-Planck-Institut für Meteorologie Hamburg)
- PRECIS
- STAR (statistisches Modell des PIK)
- Wettreg
- WRF (modulares mesoskaliges Modell)

## Klimamodellierung in Deutschland
In Deutschland werden Klimamodelle für sehr unterschiedliche Forschungsfragen an einer Vielzahl von Universitäten und Forschungsinstituten eingesetzt. Einer der zentralen Standorte ist das Max-Planck-Institut für Meteorologie in Hamburg. Dort wurden unter anderem die globalen Atmosphärenmodelle ECHAM-4 und ECHAM-5 und das Ozeanmodell MPI-OM entwickelt. ECHAM und MPI-OM werden je nach wissenschaftlicher Fragestellung sowohl als jeweils alleinstehende Komponenten, als auch miteinander gekoppelt verwendet. Eng mit dem MPI für Meteorologie verknüpft ist das benachbarte Deutsche Klimarechenzentrum (DKRZ). Dort stehen parallele Vektorrechner zur Verfügung, wie sie zum Betrieb der Modelle benötigt werden. Das DKRZ steht auch anderen Forschungsinstitutionen unter anderem zum Betrieb dieser Modelle zur Verfügung.
Die regionale Klimamodellierung wird unter anderem in den großen Forschungsinstituten mit verschiedenen regionalen Modellen durchgeführt. Zu diesen Forschungszentren gehören das Forschungszentrum Karlsruhe, das GKSS-Forschungszentrum in Geesthacht, das Potsdam-Institut für Klimafolgenforschung (PIK) und einige Universitäten. Teilweise werden die Klimamodelle gemeinsam mit dem Deutschen Wetterdienst entwickelt. Neben der kontinuierlichen Weiterentwicklung der numerischen Modelle gewinnen Ensemble-Simulationen und deren probabilistische Interpretation mehr Bedeutung.
Das Umweltbundesamt und die Bundesanstalt für Gewässerkunde (BfG) haben regionale Klimaprojektionen für Deutschland bis zum Jahr 2100 erstellen lassen. Die Rohdaten dieser Modellläufe stehen der Öffentlichkeit kostenfrei zur Verfügung.
Viele derzeitige Forschungsprojekte beschäftigen sich mit der Frage der Wechselwirkungen zwischen verschiedenen Teilsystemen des Klimasystems. Es wird daher versucht neben Atmosphäre und Ozean weitere Teilsysteme in die Klimamodelle zu integrieren, beispielsweise Biosphäre oder Kryosphäre. In diesem Zusammenhang wird daher von Erdsystemmodellen gesprochen. (Siehe auch: Erdsystemwissenschaft.)
Forschungseinrichtungen, die sich mit den Wechselwirkungen zwischen Atmosphäre und Biosphäre beschäftigen, sind beispielsweise das Max-Planck-Institut für Biogeochemie (Jena), das Max-Planck-Institut für Meteorologie (Hamburg) oder das Potsdam-Institut für Klimafolgenforschung. Das Zentrum für Marine Umweltwissenschaften (Bremen) forscht zu Wechselwirkungen zwischen Biosphäre und Physiosphäre im Ozean.
Am Danmarks Meteorologiske Institut wurde in Zusammenarbeit mit Wissenschaftlern des Alfred-Wegener-Instituts das Klimamodell HIRHAM5 (Version 5 des HIRHAM-Modells) entwickelt, das auf Version 7.0 des HIRLAM-Modells und Version 5.2.02 des ECHAM-Modells beruht. Im Vergleich zu dem auf ECHAM Version 4 and HIRLAM Version 2 beruhenden Vorgängermodell HIRHAM4 wird in HIRHAM5 bei der Modellierung der Dynamik ein Semi-Lagrange-Schema verwendet, das im Vergleich zum davor eingesetzten Euler-Verfahren größere Zeitschritten und zugleich eine höhere geografische Auflösung zulässt.

## Grenzen der Klimamodelle
Bei der Interpretation der Ergebnisse der aktuellen Klimamodellrechnungen in die Zukunft muss berücksichtigt werden, dass es sich nicht um Prognosen über einen sicheren zukünftigen Verlauf lokaler oder globaler Klimata handelt, sondern um Szenarien, welche ausgewählte mögliche Verläufe auf Grund von Vorannahmen über zukünftige Entwicklungen, wie zum Beispiel Emissionen und Landnutzung, ergeben.
Die Grenzen der Modelle liegen in den verwendeten mathematischen Modellen selbst und in der begrenzten Anzahl der berücksichtigten Einflussfaktoren. Leistungsfähigere Rechner ermöglichen dabei die Entwicklung komplexerer Modelle mit höherer räumlicher Auflösungen und einer zunehmenden Anzahl von Einflussfaktoren auf das Klima. Bei nur mäßig verstandenen physikalischen Grundlagen, gegenwärtig etwa der Fall bei der Dynamik von Eisschilden oder der Rolle von Aerosolen und Wolken, können Klimamodelle entsprechend nur vergleichsweise unsichere Ergebnisse liefern. Modellsimulationen ergeben für Warmphasen der vergangenen 3,5 Mio. Jahre eine im Vergleich mit paläoklimatologischen Daten um bis zu 50 % niedrigere globale Mitteltemperatur. Dies deutet darauf hin, dass die Klimamodelle den langfristigen Temperatur- und Meeresspiegelanstieg der gegenwärtigen Erwärmung deutlich unterschätzen. Kritiker befürchten daher, dass die verzögerte Aktualisierung der Klimamodelle damit unbeabsichtigt ein positiveres Zerrbild absehbarer Klimafolgen schaffe, das einen unberechtigten „Klimaoptimismus“ befördere.
In den Eisbohrkernen der Arktis sind oft wiederkehrende abrupte Klimawechsel von erheblichem Ausmaß dokumentiert. Diese können mit den heutigen Computermodellen nur ungenügend nachgebildet werden. Richard B. Alley vermutet, dass eine Reihe von Rückkopplungen und Nebeneffekten bei der Modellierung noch nicht berücksichtigt werden.
Ein Beispiel für ein Versagen von Klimamodellen ist der unerwartet hohe Rückgang der arktischen Meereisbedeckung, wie er im Sommer 2007 eintrat. Der Meereisschwund war das Ergebnis veränderter Druck- und Zirkulationsmuster, die seit einigen Jahren das bisherige Regime abgelöst haben. In keinem Klimamodell des im selben Jahr erschienenen Klimaberichts des IPCC war die Möglichkeit einer derartigen Entwicklung für die nächsten Jahre dargestellt worden.
Von diversen Blogs der Klimawandelleugnerszene wird die im Zeitraum zwischen 1998 und etwa 2013 angeblich registrierte Pause der globalen Erwärmung (tatsächlich nur eine Stagnation der Oberflächentemperatur nach einem sehr heißen Ausgangsjahr 1998) als Zeichen des Versagens von Klimamodellen gewertet, den Verlauf der globalen Erwärmung korrekt vorherzusagen. In der Wissenschaft wird jedoch auf die in diesem Zeitraum wirkenden, das Weltklima kühlende Faktoren verwiesen, die nicht Bestandteil der Modelle waren. Zudem fand zu Beginn dieser Periode ein starker El Nino statt, was naturgemäß globale Wärmeanomalien zur Folge hat, weshalb Auswertungen, die mit diesem Jahr beginnen, einen verringerten Trend zeigen. Entsprechend verschwindet der verminderte Temperaturanstieg, wenn man die sehr warmen Jahre von 2014 bis 2016 in die Trendanalyse mit einbezieht. Zu einem ähnlichen Ergebnis kam eine 2015 im Fachjournal Nature veröffentlichte Studie, die in Klimamodellen ermittelte Temperaturerhöhungen mit tatsächlich gemessenen Temperaturerhöhungen im Zeitraum 1900 bis 2012 verglich. Demnach gibt es keine Anzeichen für die Behauptung, dass Klimamodelle systematisch die Wirkung von Treibhausgasen überschätzen, vielmehr sei die Abweichung im Zeitraum 1998 bis 2012 größtenteils auf zufällige statistische Schwankungen sowie einen geringen Beitrag durch vulkanische Aktivitäten zurückzuführen. Hingegen kommen mehrere aktuelle und inzwischen vielfach rezipierte Studien nach Auswertung des vorliegenden Datenmaterials zu dem Ergebnis, dass der sogenannte Hiatus nicht existierte und dass sich die Trendlinie der globalen Erwärmung im fraglichen Zeitraum ohne Abschwächung fortsetzte.